# Emil Schemmann

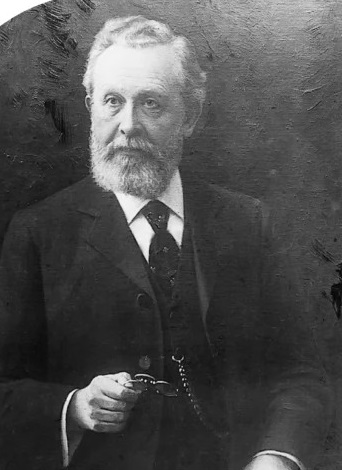
Emil Schemmann

Emil Schemmann (* 1. Februar 1841 in Schwelm; † 19. Juli 1916 in Osnabrück) war ein Hütteningenieur, Direktor des Stahlwerks Osnabrück und Direktor des Osnabrücker Kupfer- und Drahtwerkes.

## Leben
Schemann besuchte die höhere Bürgerschule in Schwelm, die Realschule in Elberfeld und die Königliche Provinzial-Gewerbeschule in Bochum, arbeitete dann einige Zeit als Schlosser und Kupferschmied und studierte darauf zwei Jahre an der Polytechnischen Schule in Karlsruhe. Seine erste Anstellung als junger Ingenieur fand er bei der Kölnischen Maschinenbauanstalt in Bayenthal, die er Anfang 1862 verließ, um in das Konstruktionsbüro der mechanischen Werkstatt des Georgs-Marien-Bergwerks- und Hüttenvereins in Georgsmarienhütte bei Osnabrück einzutreten,  wo er sich zum Eisenhüttenfachmann weiterbildete. 1866 wechselte er als Assistent von Fritz Wilhelm Lürmann in den Hochofenbetrieb. Nachdem er 1868 in Sheffield das neue Verfahren von Henry Bessemer zur Umwandlung des Roheisens in Stahl erlernt hatte, wurde er zu dessen Einführung beim Osnabrücker Stahlwerk angestellt. Seit 1870 war er Betriebsleiter des Werks.
1880 wechselte Schemmann  als Betriebsdirektor an die von Hermann Kämper (1824–1877) gegründete und in erheblichen wirtschaftlichen Schwierigkeiten steckende Drahtzieherei und Stiftfabrik „Witte und Kämper“ als Vorstandsmitglied neben dem Mitinhaber Hermann Witte. Nach dessen Tod 1896 war er bis 1912 alleiniger Direktor des Werks. Danach wechselte er in den Aufsichtsrat. Er bemühte sich um die Forcierung des Exportgeschäfts und stellte 1888 entscheidend die Weichen für die Zukunft des Drahtwerks durch die Aufnahme der Erzeugung von Kupferdraht und -blech. So war er Vorstand der „Verkaufsstelle des deutschen Kupferdrahtverbandes“ (1906). Unter seiner Leitung wurde die Firma 1890 in eine Aktiengesellschaft mit dem Namen „Osnabrücker Kupfer- und Drahtwerk (OKD)“ umbenannt. Dieser Name hatte rund 100 Jahre Bestand. Er war Mitbegründer des Vereins Deutscher Stahlindustrieller.
Am 29. Dezember 1885 wurde Schemmann zum Bürgervorsteher (Stadtverordneter) der Stadt Osnabrück gewählt, Anfang 1901 wurde er Wortführer des Bürgervorsteherkollegiums und am 6. Mai 1904 zum Senator der Stadt Osnabrück gewählt. Als solcher gehörte er sechs Jahre  dem Hannoverschen Provinziallandtag an.
Die Stadt Osnabrück benannte die Schemmannstraße nach ihm. Seine Grabstätte befindet sich auf dem Hasefriedhof.